# Lina Solomonowna Stern

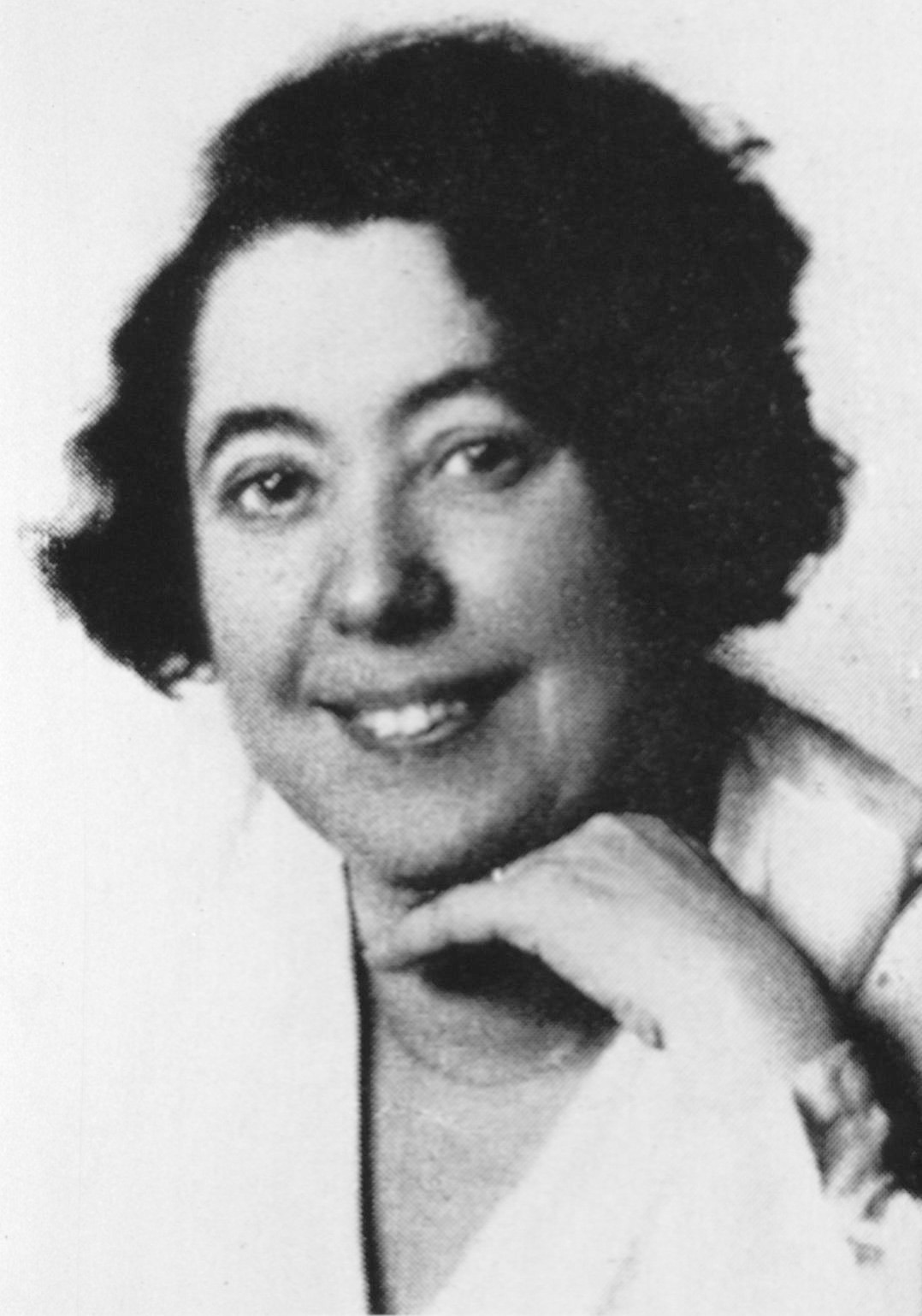
Lina Stern (um 1910)

Lina Solomonowna Stern (russisch Лина Соломоновна Штерн; * 14.jul. / 26. August 1878greg. in Libau, Russisches Reich; † 8. März 1968 in Moskau) war eine sowjetische Physiologin und Biologin. Als erste Frau wurde sie 1939 in die Akademie der Wissenschaften der UdSSR aufgenommen und war im Zweiten Weltkrieg ein führendes Mitglied des Jüdischen Antifaschistischen Komitees. Seit 2018 richtet die Schweizerische Akademie der Medizinischen Wissenschaften alljährlich den Stern-Gattiker-Preis aus, der Frauen in der akademischen Medizin würdigt und den weiblichen Nachwuchs motivieren soll.

## Leben
Lina Stern absolvierte ihr Studium ab 1898 an der Universität Genf, wo sie 1903 promovierte und 1917 als erste Frau den Rang eines Professors (Außerordentliche Professur) erhielt. Als Professorin für Biochemie spezialisierte sie sich in der Forschung auf die Zellatmung. Diese und ähnliche Arbeiten führten in den 1930er Jahren zur Entdeckung des sogenannten Zitronensäurezyklus. Da unter den Akademikern wegen ihrem Status als russische Ausländerin und ihrer jüdischen Herkunft eine Kampagne gegen sie ausgelöst wurde, kehrte sie in ihre Heimat zurück.
Im Jahr 1925 ging sie in die Sowjetunion, wo sie am Zweiten Medizinischen Institut der Lomonossow-Universität in Moskau eine Professur für Physiologie erhielt. Von 1929 bis 1948 war sie Direktorin des Physiologischen Wissenschaftlichen Forschungsinstituts in Moskau. 1932 wurde sie zum Mitglied der Leopoldina gewählt und 1939 wurde sie als erste Frau in die Akademie der Wissenschaften der UdSSR aufgenommen.
Während des Deutsch-Sowjetischen Krieges war Stern Mitglied des 1942 gegründeten Jüdischen Antifaschistischen Komitees und erhielt 1943 den Stalinpreis. Im Zuge der Ausschaltung des Komitees verlor sie ihre Stellen, wurde im Januar 1949 verhaftet und im Juni 1952 in einem Geheimprozess wegen Spionage, antisowjetischer Tätigkeit und der Vorbereitung terroristischer Angriffe zu einer Freiheitsstrafe von 3 ½ Jahren verurteilt. All ihre Mitangeklagten wurden in der „Nacht der ermordeten Dichter“ erschossen, Stern aber unter Anrechnung ihrer 3 ½-jährigen Untersuchungshaft nach Kasachstan verbannt. Nach dem Tod Josef Stalins durfte sie 1953 nach Moskau in ihre Funktionen zurückkehren. In ihrem 80. Lebensjahr erfolgte 1958 Sterns juristische Rehabilitierung. Ihre Grabstätte befindet sich auf dem Nowodewitschi-Friedhof in Moskau.
Lina Sterns hauptsächliche Forschungstätigkeit galt der Blut-Hirn-Schranke, die sie 1921 als haemato-encephalische Schranke bezeichnete. Des Weiteren erforschte sie die Physiologie des zentralen Nervensystems, Schlafstörungen, das endokrine System, die Katalase und beschrieb den Austausch von Blut im Plexus. Sie veröffentlichte Abhandlungen auf Deutsch und Russisch, darunter Die Katalase (1910, mit Federico Battelli) sowie Über den Mechanismus der Oxydationsvorgänge im Tierorganismus (1944).

## Ehrungen
- 1960 wurde sie von der Universität Genf mit dem Ehrendoktortitel ausgezeichnet.
- 2016 wurde in Genf ein Spitalgebäude nach ihr benannt.[1]

## Schriften
- Autobiografie (1929), in: Elga Kern (Hrsg.): Führende Frauen Europas, München 1999 [1928], S. 206–210